# Pogled (Apače)
Pogled je jednou z 21 vesnic, které tvoří občinu Apače ve Slovinsku. Ve vesnici v roce 2002 žilo 65 obyvatel.

## Poloha, popis
Rozkládá se v Pomurském regionu na severovýchodě Slovinska.
Vesnice je vzdálena zhruba 8 km západně od Apače, střediskové obce občiny.
Sousední vesnice jsou: Podgorje na severu, Stogovci na východě, Lokavec na západě.
Rozloha vesnice je 0,77 km2[zdroj?] a leží v nadmořské výšce zhruba 300 – 350 m.